# Sztudita Szent Theodórosz
Sztudita Szent Theodórosz vagy Teodor, magyarosan Tivadar (ógörögül: Θεόδωρος ο Στουδίτης, átírásban Theodórosz ho Sztouditész), (Konstantinápoly, 759 – Prinkiposz, 826. november 11.) bizánci szerzetes, egyházi író, kolostorszervező.

## Élete
Theodorosz Konstantinápolyban született előkelő családban. Anyai nagybátyja, Szent Platón a bithüniai Szakkudion monostor igumenje (vezetője) volt, aki meggyőzte az egész családot, hogy kezdjenek szerzetesi életet. Theodorosz nagybátyja irányításával megismerkedett az egyházatyák tanításával, különösen pedig Nagy Szent Baszileoszt kedvelte meg. Hamarosan Platon segítőtársa lett a monostor vezetésében, majd 787-ben pappá szentelték. Mindketten magukra vonták VI. Kónsztantinosz bizánci császár haragját, mivel nyíltan bírálták a császár második házasságát. 799-ben elhatározták, hogy a megnövekedett szerzetes közösséget áttelepítik a 463-ban alapított konstantinápolyi Sztudion monostorba. Itt bontakozott ki Theodorosz reformelképzelése. A császári udvar újabb vihara Theodoroszt és Platont 808-ban száműzetésbe sodorta.
811-ben tértek vissza a fővárosba, Platon pedig hamarosan meg is halt. A buzgó szerzetesek és a császári udvar békéje rövid ideig tartott. 815-ben Örmény Leó császár szétszórta az egész sztudita közösséget, Theodoroszt pedig száműzte. A képrombolás viharai közepette szó sem lehetett a visszatérésről, Theodorosz ugyanis védelmezte a képek tiszteletét hirdető, és ezért ugyancsak száműzött I. Niképhorosz konstantinápolyi pátriárkát, és követelte visszahívását. Theodorosz szerzeteseivel a Boszporusz másik partján telepedett le és ott is halt meg 826-ban.

## Reformja
Theodorosz sürgette az egyházatyák tanításának tanulmányozását és Baszileiosz szellemében a tökéletes cenobita élet megvalósítását. Ennek lényeges elemei közé tartozik a közösségi élet és a munka. Theodorosz Baszileosznak elöljáró-fogalmát továbbfejlesztve az igumenben igazi lelki atyát akar látni, akinek a szerzetesek naponta feltárják a lelküket. Az igumennek szóló tökéletes engedelmesség eltávolítja a tökéletesség legnagyobb akadályát, az önakaratot. Aggályos pontossággal kell a szerzetesnek megtartania az egyéni szegénységet, a monostornak azonban lehetnek javai, hogy az irgalmasság cselekedeteit gyakorolhassa, a szegényeket szolgálhassa.
E regula szellemének megfelelően a sztudita monostorok mellett mindig árvaházak, kórházak, könyvtárak és iskolák is épültek. Meghatározó befolyást gyakoroltak a bizánci kultúra fejlődésére.

## Művei
Theodórosz egyházi költőként is nevezetesː egy kisebb kötetnyi jambikus költeményt írt, amelyek között vannak fohászok, szentek magasztalásai, templomok és ikonok leírása.

## Művei magyarul
- Theodórosz Sztuditész: Levél atyjához, Platónhoz a szentképek tiszteletéről (ford. Kárpáty Csilla) IN: Az égi és a földi szépről – Források a későantik és a középkori esztétika történetéhez (közreadja Redl Károly), Gondolat Könyvkiadó, Budapest, 1988, ISBN 963-281-843-1, 201–203. o.
- Theodórosz Sztuditész: Esti fohász INː (szerk.) Simon Róbert – Székely Magda – Dimitriosz Hadziszː A bizánci irodalom kistükre, Európa Könyvkiadó, Budapest, 1974, ISBN 963-07-0345-9, 480–481 p